# Райнгольд Кнаке
Райнгольд Кнаке (нім. Reinhold Knacke; 1 січня 1919 — 4 лютого 1943) — німецький льотчик-ас нічної винищувальної авіації, гауптман люфтваффе. Кавалер Лицарського хреста Залізного хреста з дубовим листям.

## Біографія
Після закінчення авіаційного училища зарахований в 1-у важку винищувальну ескадру. Учасник Французької кампанії. Восени 1940 року переведений в 3-ю ескадрилью 1-ї ескадри нічних винищувачів. В ніч на 26 червня 1942 року збив 3, в ніч на 17 вересня 1942 року — 5 літаків. З осені 1942 року — командир 1-ї ескадрильї 1-ї ескадри нічних винищувачів. 1 січня 1942 року здобув свою 40-у перемогу. В ніч на 4 лютого 1943 року його літак (Bf.110) зіткнувся зі збитим «Галіфаксом» і розбився, Кнаке загинув.
Всього за час бойових дій здобув 44 нічні перемоги.

## Нагороди
- Нагрудний знак пілота
- Залізний хрест
  - 2-го класу (15 липня 1940)
  - 1-го класу
- Золотий почесний знак Гітлер'югенду
- Авіаційна планка нічного винищувача в золоті
- Почесний Кубок Люфтваффе (4 червня 1941)
- Нагрудний знак «За поранення» в чорному
- Німецький хрест в золоті (14 квітня 1942)
- Відзначений у Вермахтберіхт (31 травня 1942)
- Лицарський хрест Залізного хреста з дубовим листям
  - лицарський хрест (1 липня 1942) — за 30 нічних перемог.
  - дубове листя (№ 190; 7 лютого 1943, посмертно) — за 44 нічні перемоги.